# Иванов, Ярослав Олегович
Ярослав Олегович Иванов (род. 16 июня 1991 года) — российский биатлонист, чемпион и серебряный призёр Всемирной Универсиады 2015 года, призёр чемпионата России по биатлону, чемпион России по летнему биатлону. Участник чемпионатов Европы 2012 (как юниор) и 2014 года (как взрослый).

## Биография
Живёт в г. Ханты-Мансийске, представлял Ханты-Мансийский автономный округ.

### Юниорская карьера
Принимал участие в чемпионате Европы среди юниоров 2012 года в Брезно, стартовал только в индивидуальной гонке, где занял десятое место.

### Взрослая карьера
В сезоне 2013/14 участвовал в гонках Кубка IBU, лучший результат — третье место в гонке преследования не этапе в Рупольдинге. Принимал участие в чемпионате Европы 2014 года, был 25-м в спринте и 28-м в гонке преследования.
На зимней Универсиаде 2015 года стал чемпионом в спринте и серебряным призёром в гонке преследования.
На внутренних соревнованиях становился бронзовым призёром чемпионата России 2016 года в гонке патрулей. В летнем биатлоне был чемпионом России 2015 года в эстафете.
В 2019 году завершил спортивную карьеру. Его последним стартом в биатлоне был ЛЧР, где в спринт кроссе финишировал 18 с нолем.
Учился в Сургутском государственном университете.